# Сом амурський
Сом амурський, або сом японський (Silurus asotus) — вид сомів, родина Сомових (Siluridae). Поширений у континентальних водах Східної Азії та в Японії. Віддає перевагу річкам з повільною течією, озерам, іригаційним каналам. Є типовим великим видом сомів. Личинки S. asotus мають три пари вусиків (одна на верхній щелепі, дві — на нижній), але дорослі мають тільки дві пари (одну на нижній щелепі, одну — на верхній). Риба сягає довжиною 130 см.